# 殷州 (隋朝)
殷州，隋朝时设置的州。
开皇十六年（596年）置，治所在获嘉县（今河南省新乡市西南）。辖境约今河南省获嘉县一带。大业初废。唐朝武德四年（621年）复置获嘉县，下辖获嘉县、修武县、武陟县、新乡县、共城县、博望县（今河南省辉县市薄壁镇），辖境相当今河南省获嘉、修武、武陟等县。贞观元年（627年）又废。获嘉县、修武县、武陟县改属怀州，新乡县、共城县、博望县改属卫州。
唐朝殷州刺史
- 段大师（619年）
- 李厚德（619年）
- 李德琏（武德年间）
- 唐誉（武德年间）